# Hans Wieland (Offizier)
Hans Wieland (* 14. Mai 1825 in Basel; † 23. März 1864 ebenda) war ein Schweizer Berufsoffizier.

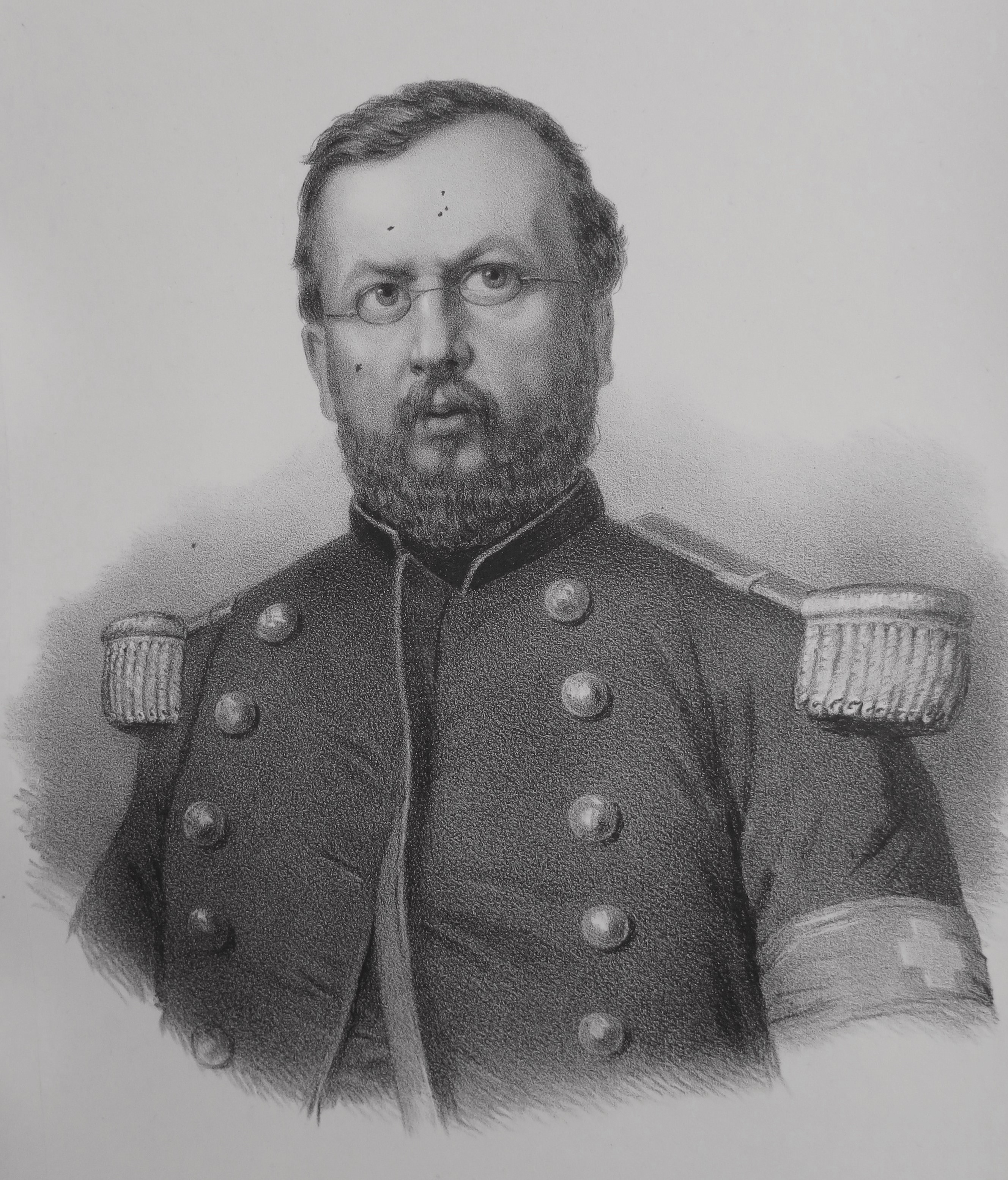
Hans Wieland

## Leben
Hans Wieland wuchs in der Region Basel auf, sein Vater August Heinrich Wieland fiel 1833 als Major der städtischen Artillerie während der Schlacht an der Hülftenschanz. Sein älterer Bruder war der spätere Oberstkorpskommandant Heinrich Wieland.
Ein Studium der Theologie an der Universität Tübingen brach er ab, um in die seiner Familie gehörende Schweighausersche Buchhandlung einzutreten. Während der Genfer Revolution 1846, die er vor Ort verfolgte, schrieb er seine ersten Zeitungsberichte. 1852 übernahm er die Redaktion der Schweizerischen Militärzeitschrift, diese Funktion behielt er bis an sein Lebensende.
1848 wurde er Leutnant der Infanterie, 1854 war er bereits Major und Kommandant des baselstädtischen Infanteriebataillons 55. Im gleichen Jahr wurde er zum kantonalen Infanterieinstruktor gewählt. Sein Leben widmete er fortan der Erneuerung der Schweizer Armee, unter anderem mit der Einführung von Geländeübungen. 1856 gründete er das Basler Kadettenkorps, ab 1857 war er Oberinstruktor der Infanterie in der Zentralschule, 1858 Adjunkt des Eidgenössischen Militärdepartements für das Personelle und gleichzeitig eidgenössischer Oberinstruktor der Infanterie. Im Alter von 35 Jahren wurde er 1860 Oberst. Wieland konnte auch den späteren General Herzog zur Mitarbeit in der Armee bewegen, zunächst als Oberinstruktor der Artillerie. Die ersten Gebirgsmanöver 1861 wurden von Wieland angeregt. Dabei fiel Oberst Wieland dadurch auf, dass er einem müden Soldaten während längerer Zeit die Packung trug.
Wieland beschäftigte sich, obwohl dies nicht zu seinen Pflichten gehörte, auch mit Operationsplänen, die er aufgrund ausgedehnter Rekognoszierungen an den Grenzen und im Landesinneren zusammenstellte. Während des Savoyerhandels legte er seinem Departementsvorsteher Bundesrat Stämpfli, der beabsichtigte Savoyen zu besetzen, im März 1860 einen äusserst detaillierten Aufmarschplan vor. Darin sollten 17.000 Mann innert drei Tagen die Hauptziele erreichen, Routen und Tagesetappen waren vorgeschrieben.
Nach seinen Rekognoszierungen führte er Militärgeographie als Pflichtfach für Offizierskurse ein, mit zwei Turnlehrern schuf er zudem ein erstes Turnreglement. Besondere Berühmtheit erlangte er 1861 mit seinen politisch-militärischen Studien über die schweizerische Neutralität, die in der Allgemeinen Schweizerischen Militär-Zeitung erschienen.
Ferner war Hans Wieland von 1852 bis 1857 im Grossen Rat des Kantons Basel-Stadt vertreten.